# Ana Delgado Hervás
Ana Delgado Hervás (Barcelona, 1967) es una arqueóloga y profesora del Departamento de Humanidades en la Universidad Pompeu Fabra de Barcelona.

## Trayectoria
Se licenció en Historia por la Universidad Autónoma de Barcelona y es doctora  en Historia por el Instituto Universitario de Historia de la Universidad Pompeu Fabra de Barcelona (2001-02) con la tesis doctoral titulada De Guerreros a Comerciantes: Poder e Intercambio en las Comunidades del Bronce Final de Andalucía Occidental.
La trayectoria docente e investigadora de Ana Delgado Hervás se centra en la Arqueología Colonial, especialmente en las conexiones entre grupos y comunidades del Mediterráneo occidental en el I milenio a. C., un tema  que aborda principalmente desde una óptica social y de género.  Ha participado y dirigido diversos proyectos de investigación y ha codirigido excavaciones arqueológicas en asentamientos fenicios como el Cerro del Villar (Málaga), uno de los yacimientos más significativos a nivel internacional en los estudios coloniales del Mediterráneo. Dirige el Grupo de Investigación de Arqueología Mediterránea de la UPF (GRACME), que cuenta con diversos proyectos de investigación, entre ellos Comidas, Cocinas y Prácticas de Consumo en espacios coloniales Mediterráneos (s. VIII-V a.C.), donde se abordan las relaciones globales y la construcción de identidades en el ámbito mediterráneo desde una perspectiva de las prácticas cotidianas y un enfoque social y de género.